# Bandera de Charlotte (Carolina del Nord)
La bandera de Charlotte està formada per un sautor blanc sobre un camp blau amb el segell de la ciutat situat al centre en color blau també. Fou adoptada el 6 de maig de 1929. Una segona bandera, formada per una corona blanca situada sobre un camp verd, es va introduir el 1985 i s'utilitza principalment als edificis governamentals de la ciutat. Sent Charlotte un dels pocs llocs que té dues banderes oficials amb el mateix estatus.

## Disseny i simbolisme

### Bandera de 1929

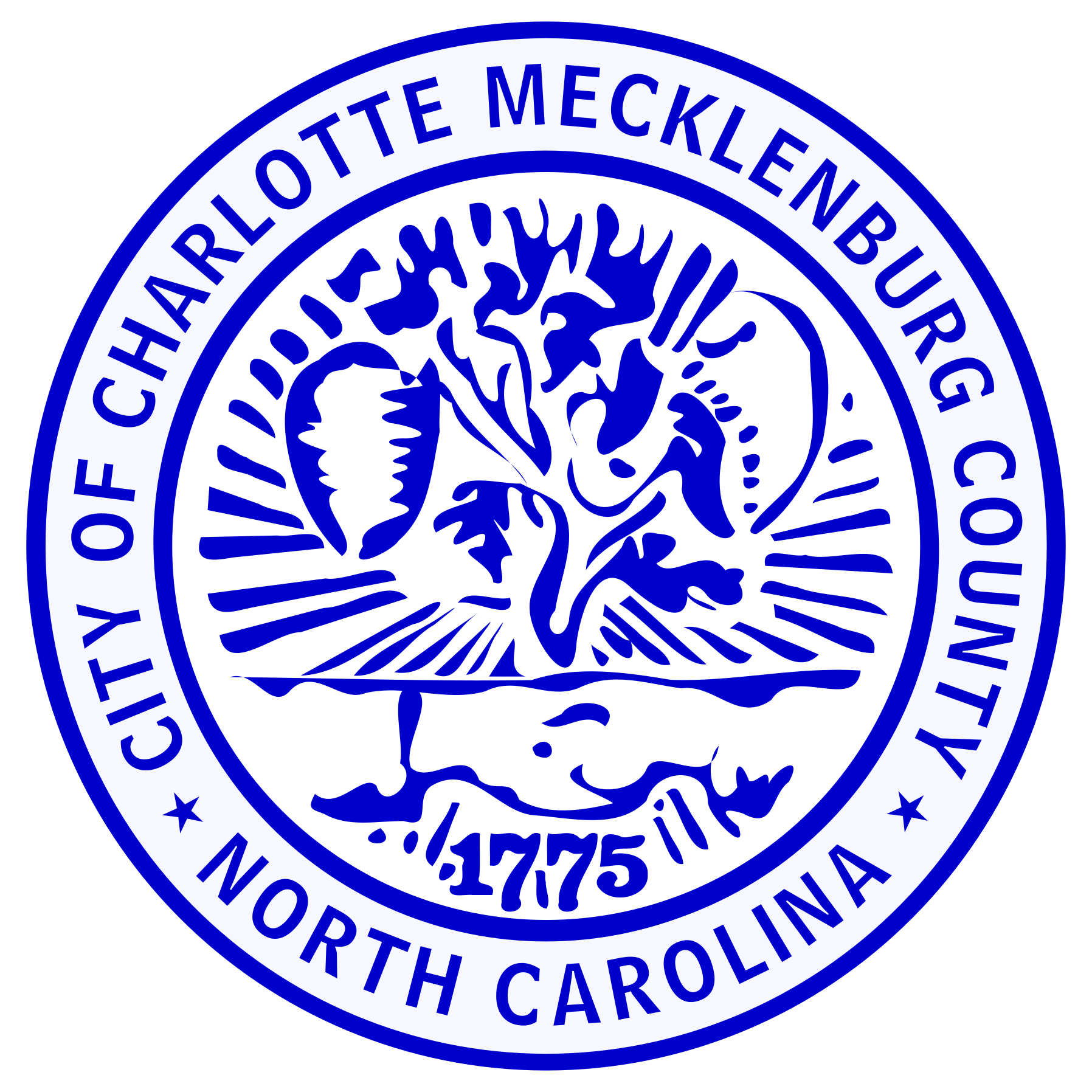
Segell que apareix a la bandera.

El blanc i el blau són els colors oficials de Charlotte, tal com es reflecteix en l'elecció de colors pel sautor i el camp. El segell representa un arbre al centre, que simbolitza el creixement. Els raigs que irradien de l'arbre simbolitzen l'esperança d'un futur brillant. Penjant de l'arbre hi ha un niu de vespes, un símbol de l'època de la guerra de la Independència dels Estats Units. Més simbolisme el trobem en el barret frigi també penjant de l'arbre. I sota d'aquest dues mans juntes.
A més del simbolisme de la guerra d'independència hi ha la data "1775" just sota les mans, any que suposadament es va adoptar la Declaració d'Independència de Mecklenburg, un any abans que el Congrés Continental adoptés la seva declaració d'independència. Al voltant del segell hi ha el text "CITY OF CHARLOTTE MECKLENBURG COUNTY" a la part superior i "NORTH CAROLINA" a la part inferior. Separant els dos lemes hi ha dos estels blaus de cinc puntes.

### Bandera de 1985
Aquesta bandera es pot considerar més aviat una bandera del servei governamental, ja que oneja a l'exterior dels als edificis governamentals i la seva figura central apareix als vehicles governamentals.
El verd, que mostra el camp de la bandera, s'ha convertit en un color oficial de facto de la ciutat. El lloc web de la ciutat utilitza diferents variants de verd, els rètols de la ciutat sovint utilitzen verd, el color oficial de la Universitat de Carolina del Nord a Charlotte és el verd i els tramvies de la ciutat també estan pintats de verd. Mentre que la corona blanca, que ocupa unes tres cinquenes parts de la bandera, és un homenatge al sobrenom de "Ciutat Reina" que té Charlotte. El sobrenom li prové de Carlota de Mecklenburg-Strelitz, consort del rei Jordi III.
La corona també és el logotip oficial de la ciutat. I alguns dissenys de la bandera inclouen una marca de servei a la cantonada inferior dreta de la corona.

## Crítica
En una enquesta de l'Associació Vexil·lològica Nord-americana feta el 2004, la bandera de Charlotte es va situar en el lloc 33 d'entre les 150 banderes de ciutats nord-americanes.